# فرد ليندسي
فرد ليندسي هو سياسي كندي، ولد في 12 مارس 1946. حزبياً، نشط في الرابطة التقدمية المحافظة في ألبرتا ‏. وقد انتخب عضو الجمعية التشريعية ألبرتا.